# 鲁道夫·费斯佩尔
鲁道夫·费斯佩尔（德語：Rudolf Vesper，1939年4月3日—），德国男子摔跤运动员。他曾代表德国联队、东德参加1964年和1968年夏季奥林匹克运动会摔跤比赛，其中1968年奥运会获得一枚金牌。